# Olle Hallén
Lars Olof (Olle) Hallén, född 10 april 1923 i Lindesbergs församling, död 22 februari 1990 i Lerum, var en svensk överläkare. Han var från 1975 professor i öron-, näs- och halssjukdomar vid Göteborgs universitet.
Olle Hallén är begravd på Ånimskogs kyrkogård.